# Smari

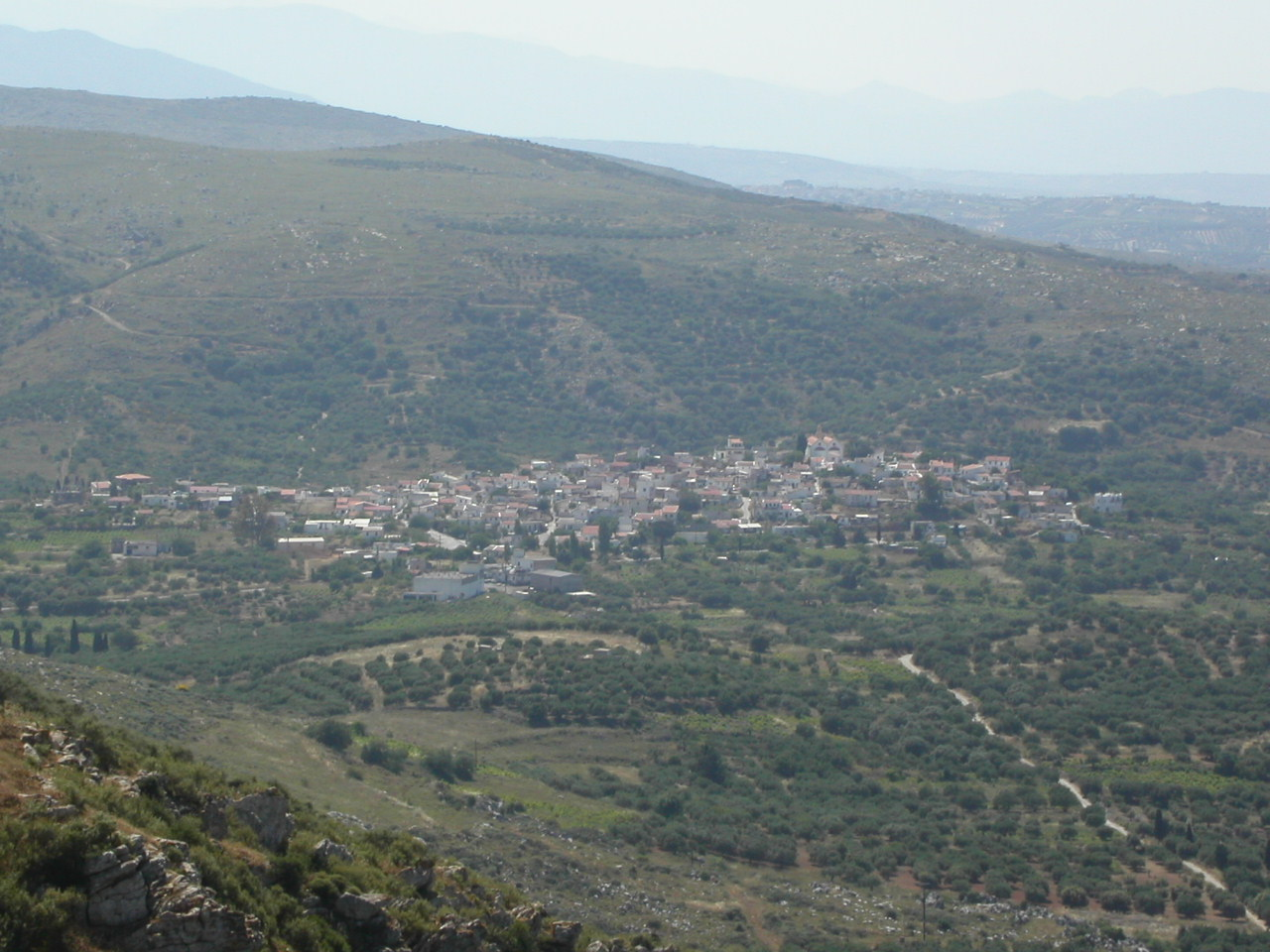
Blick auf Smari

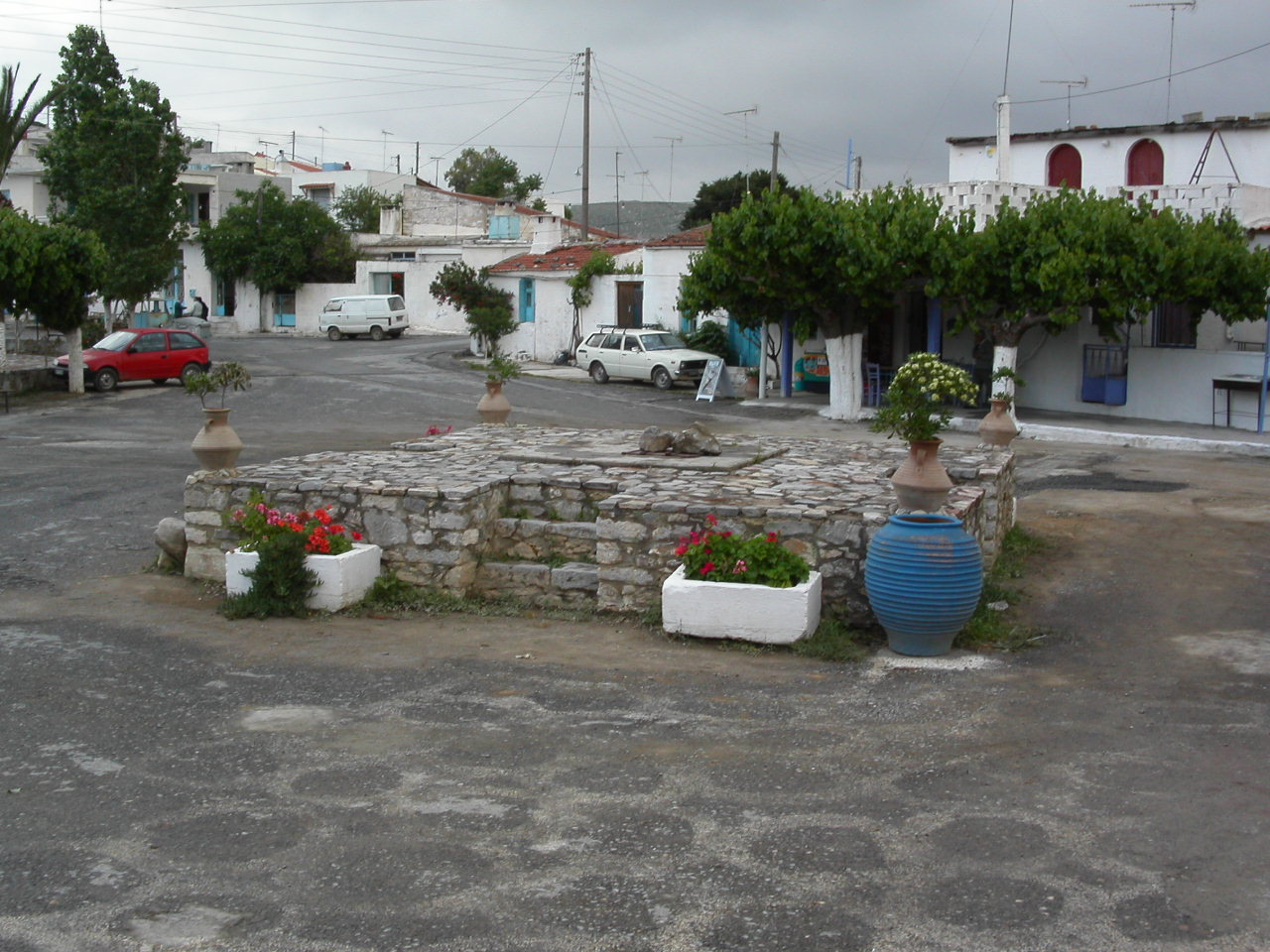
Dorfzentrum von Smari mit einer Taverne, 2005

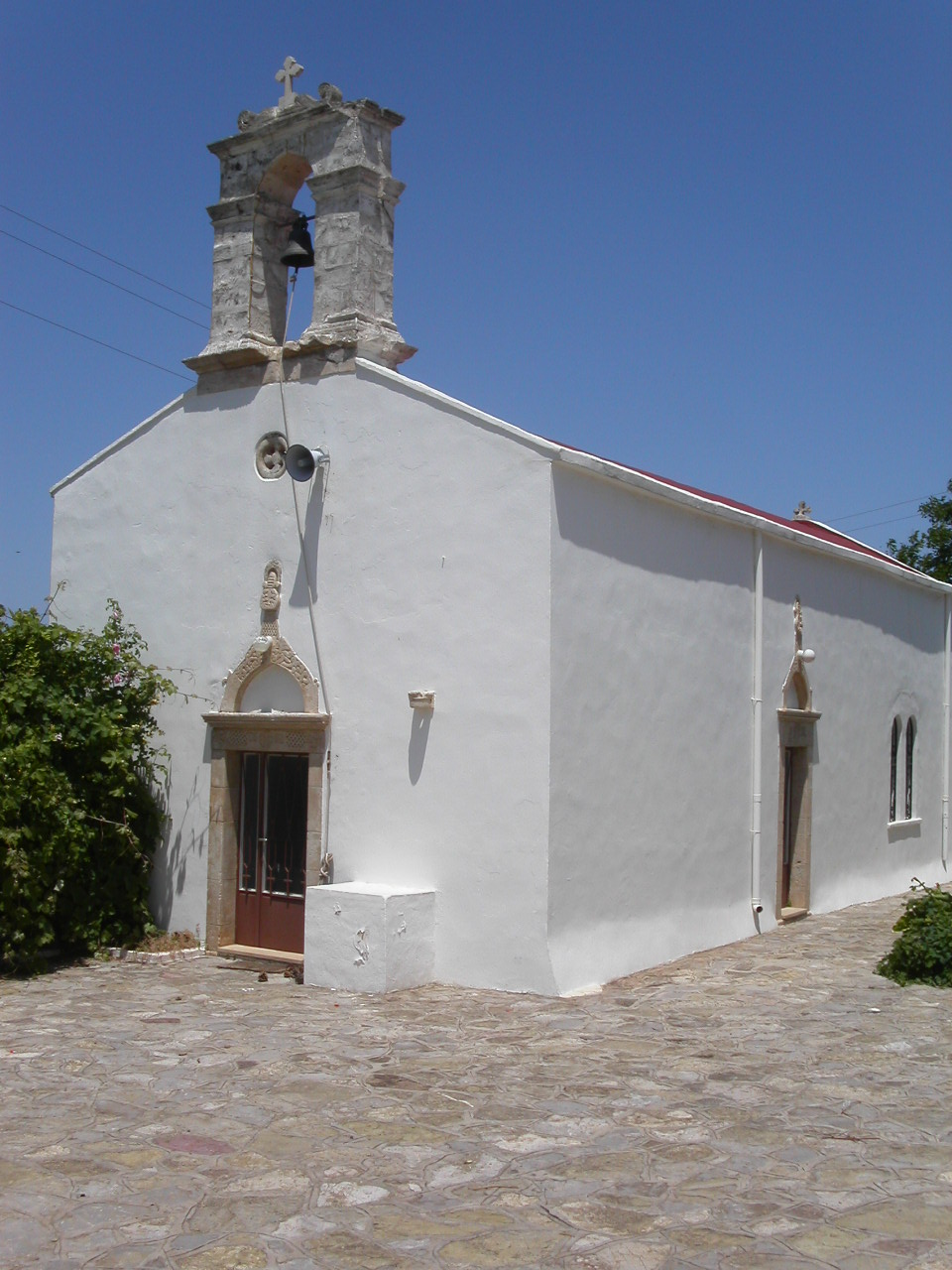
Agios-Georgos-Kirche

Smari (griechisch Σμάρι (n. sg.)) ist ein kleines Dorf auf der griechischen Insel Kreta in der Gemeinde Minoa Pediada, Bezirk Kastelli, und befindet sich etwa 25 km südöstlich der Präfekturhauptstadt Iraklio. Es ist wegen seines traditionellen, unberührten Stils ein beliebtes Ziel für Touristen.
In Smari trifft man auf die traditionellen alten Steinhäuser mit den markanten blauen Türen und den urtypischen Lebensstil der kretischen Landbevölkerung. Neben einer Käserei und einer mietbaren Ferienwohnung gibt es wirtschaftlich gesehen lediglich zwei Tavernen, die sich beide im Dorfzentrum befinden.
Die größten Sehenswürdigkeiten Smaris sind die Agios-Georgos-Kirche auf einem Hügel unmittelbar neben dem Dorf und eine Ausgrabungsstätte, in der eine Akropolis, die auf die präminoische Periode zu datieren ist, gefunden wurde.